# SDガンダム聖伝
SDガンダム聖伝（エスディーガンダムせいでん）は、バンダイの玩具カードダスを中心とした企画。騎士ガンダムシリーズの第8作である。

## 概要
騎士ガンダムシリーズの第八弾であり、カードダスによる展開を中心とした騎士ガンダムシリーズとしては最後の作品である。シリーズを外伝から聖伝へと一新し、物語の舞台をスダ・ドアカ・ワールドからリオン・カージへと移した。カードダスのデザインを変え、カードダスの裏面には世界観設定を記述し、キャラクターをシンプルなデザインに統一し、聖機兵物語より続いた機兵の存在を無くすなど様々な試みが行われた。しかし、売上不振などから関連商品が打ち切りとなり、カードダスは第二章での終了となった。漫画版は、第三章以降の連載が行われ、物語は完結している。
登場人物は主に『機動新世紀ガンダムX』と『機動戦士ガンダム 第08MS小隊』のキャラクターや兵器がモデルになっている。秘石ルーンジストにより転職を行い、同一のキャラクターが剣士・闘士・魔術師・騎士となる。
また、2010年7月に復刻販売され完結した鎧闘神戦記より、リオン・カージがスダ・ドアカ・ワールドの未来の世界である事が示唆された。

## あらすじ
リオンの剣士
剣士エックスは騎士になるべく、外の世界に旅立っていった。その道中、エックスは魔獣パトゥーリアの存在を知り、パトゥーリア討伐隊の傭兵集団バルチャーに加入する。
最強の闘士
魔獣パトゥーリアを倒して入手したルーンジストの力で剣士エックスは闘士に転職した。闘士を極めるべく、闘士エックスはオルバニア武道大会に出場するが、その大会は、巨人アシュタロンの陰謀が渦巻いていた。
魔術師への道
巨魁アシュタロンとの戦いの後、闘士エックスはティファ姫の持つルーンジストの力で魔術師に転職した。魔術師エックスは魔術師ヴァサーゴに制圧されたクーロン王国の解放に乗り出す。
ファイナルクエスト
魔術モンスターチェストブレイクを倒して、クーロン王国を解放し、騎士になるためのルーンジストも入手した魔術師エックスは念願の騎士に転職。自ら出陣した大魔王ザイダリアに騎士エックスは最後の戦いを挑む。

## 登場人物

### リオンカージ
剣士エックス/闘士エックス/魔術師エックス/騎士エックス/勇者エックス（ガンダムX）
サテライト族の血を引く若者。騎士になる為の旅を始めた直後、リオン・カージを混沌に陥れる魔王軍との戦いに身を投じるようになった。秘石ルーンジストを用いて転職することができる。
後にスペリオルドラゴンにより、啓示騎士ガンダムエックスとして、遥か過去の世界であるスダ・ドアカ・ワールドに導かれる。
戦士マルハチ
魔獣パトゥーリアに滅ぼされたコジマ村の生き残り。村を奪った魔獣に対し怒りに燃え追撃を行ったが、昼間のパトゥーリアに傷をつけることもできず途方に暮れていたところ魔獣退治に駆けつけたエックスと出会う。一見するとガンダム族だが、実際はガンダムのマスクを被っているジムである。変装の特技を持ち、転職の儀式を経ないで他の職業になることができる（ただしルーンジストによる力の恩恵は得られない）。その変装の種類は剣士、戦士、バーサーカー、魔法使い、僧侶、踊り子、忍者などバリエーション豊富。漫画版での変装は外伝で見せた忍者のみ。
マルハチの変装バリエーションのプリズムカードはプリクラ仕様となっており、このカードのみの特別仕様となっている。
騎士エアマスター（ガンダムエアマスター）
領主マリアに雇われた傭兵。その正体はクーロン王国の騎士である。辺境の国で修行を積み、神速の剣技を編み出した。舞うように戦場に現れ、二本の剣で敵を寸断する。剣士装備・闘士装備・魔術師装備・騎士装備の4種類の装備を使い分ける。
騎士レオパルド（ガンダムレオパルド）
領主マリアに雇われた傭兵。その正体はクーロン王国を守護する騎士である。ゆったりとした動きで敵の攻撃を誘い、至近距離からの槍の一撃を叩き込む戦法を得意とする。エアマスター同様に4種類の装備を使い分ける。
愛犬フリーデン（フリーデン）/守護竜ジーファルコン（Gファルコン）
エックスの愛犬。その正体は魔術師ヴァサーゴの魔術により犬に変えられた守護竜ジーファルコンである。最終決戦の最中、エックスの転職の呪文により「勇者の鎧」に転職し、自身の命と引き換えにエックスを騎士から勇者へと導いた。漫画版でのジーファルコンは語尾に「ピー」を付ける。
預言者テクス（テクス・ファーゼンバーグ）
転職の神殿の守り手。かつてはサテライト王国の預言者であったが、天の啓示により転職の神殿の神官となった。転職の儀式と予言によりエックスを騎士へと導く。漫画版ではエックスと共に暮らしていた頃は自身の正体を隠し、警備団の隊長を務めていた。ザイダリアに神殿を襲撃されて命落とすが、死の間際、愛用の杖に転職の呪文を刻んでおり、その杖を手にしたジーファルコンの手で、エックスは騎士に転職することができた。
領主マリア（マリア・ピァ・アーモニア）
カリン地方の領主。名君主として人々からの信頼も厚い。魔獣パトゥーリアの出現に際し、傭兵集団バルチャーを雇い、さらに切り札として二人の騎士を呼び出した。
ティファ姫（ティファ・アディール）
カリン地方の領主マリアの娘で国王オブハートの孫。辺境の国アディールに留学中、アシュタロン率いる魔物にさらわれ、オルバニア武闘大会の優勝賞品にされてしまった。愛用のペンダントには「魔のルーンジスト」が埋め込まれている。エックスたちに助けられた後、共にクーロン王国に向かう。ヴァサーゴの魔法でネズミにされてしまうが、エックスを補佐し、ヴァサーゴが果てたことで、元の姿に戻ることができた。
国王オブハート（東方不敗マスター・アジア）
世界有数の大国、クーロン王国の国王。領主マリアの父であり、ティファ姫の祖父である。姫の危機を知り、二人の騎士を出動させた。格闘王の過去を持つ。ヴァサーゴの魔法でカエルにされてしまうが、エックスがヴァサーゴを倒したことで、元の姿に戻れた。
騎士アナハイム
エックスの父親。過去のザイダリアとの戦いで命を落とす。
傭兵隊長ジャミル（ジャミル・ニート）
傭兵ジェニス（ジェニス）
傭兵ザクハーフ（宇宙用高機動試験型ザク）
武器商人キッド（キッド・サルサミル）
戦士アームドボール（ボールK型）

### リオンの剣士
大剣士グフ（グフ）
ザクスライム（ザクII）
決まった形を持たないゼリー状のモンスター。相手の顔に取り付き、鼻や口を塞ぎ息を止める戦法が得意である。いくつもの種類が存在するらしい。
サザビードラゴン（サザビー）
溶岩を喰らい、ひと吹きで森を焼き尽くす火炎を吐くモンスター。
ゴーレム ジ・オ（ジ・オ）
古代の王を守るために作られた石像。盗掘屋から墓の宝を取り返すために動き出した。
ストレイギャン（ギャン）
キュベレイキメラ（キュベレイ）
空を飛ぶモンスター。その翼から放たれる真空の羽音は鎧も切り裂く。
ノイエジールシャドー （ノイエ・ジール）
ウニゴッグ（ゴッグ）
グラブロクラブ（グラブロ）
アイザックキノコ（アイザック）
オニオンアッザム（アッザム）
スケルトンデナンゾン（デナン・ゾン）
ドートレチュ（ドートレス）
ソルジャーベルティゴ （ベルティゴ）
カメアッシマー（アッシマー）
ナイトメアハンブラビ（ハンブラビ）
傀儡師ヤクトドーガ（ヤクト・ドーガ）
ウイッチガーベラ（ガーベラ・テトラ）

### 最強の闘士
闘士エニル(エニル・エル)&トニヤ(トニヤ・マーム)
弾丸トマホークギス (トールギスII)
古戦士ザクーシャ
デビルキッカーズゴック (ズゴック)
ザクライダー
ドライタウロス (ドライセン)
ザコーピオン (ザクタンク)
小闘士マスターベビー (マスターガンダム)
闘士デナン・ゲー （デナン・ゲー）
ギガントジオング (ジオング)
ワルキューレガンイージ (ガンイージ)
凶闘士ボルト (ボルトガンダム)
人喰いギャプラン（ギャプラン）
暗殺戦士シャッコー（シャッコー）
騎士殺しケンプファー（ケンプファー）
ブレインマスターガロード（ガロード・ラン）
盗賊ズサ (ズサ)
ハンマーゾック (ゾック)
ザクスライムS（シャア専用ザクII）

### 魔界
大魔王ザイダリア
突如リオン・カージに侵攻した魔界の大魔王。
最終決戦では騎士エックスの気孔波で脳髄とだけとなりながらも蛸の触腕のようなオクトパスドラゴンと合体して異形の本性を現した。勇者エックスの鎧を光線で消滅させて騎士エックスの状態に戻すが、エックスの底力で光線を押し返されて消滅した。
魔術師ヴァサーゴ（ガンダムヴァサーゴ）/魔術師モンスターチェストブレイク（ガンダムヴァサーゴ・チェストブレイク）
大魔王ザイダリアの腹心。パトゥーリアやモンスターを操り、世界に混乱と闇をもたらす。クーロン王国侵攻の際に闇の力でルーンジストの力を得て魔術モンスターチェストブレイクへと変化する。魔術師エックスの月光聖矢を受けて最期を迎えた。
巨人アシュタロン/巨蟹アシュタロン（ガンダムアシュタロン・ハーミットクラブ）
平和な国であったオルバニア地方を制圧した魔界の巨人。オルバニア武闘大会を開催し、リオン・カージの強者を一掃しようと企む。その真の姿は巨蟹であり、理性を一切持たない分、人間型より数段強力な戦闘能力を持つ。闘士エックスのボルカニックフィストを受けて最期を迎えた。尚、漫画版では巨蟹形態でも理性は普通に持っていた。
魔獣パトゥーリア（パトゥーリア）
全てを喰らう巨大な魔獣。夜行性で日が出ているときは眠っており活動を停止しているが、その身を硬い殻に覆うため、いかなる物理的・直接攻撃を与えても破壊できない。夜になるとリーン・カージの全てを喰らい尽くすために活動を始める。実は力のルーンジストで進化した姿。剣士エックスの円月殺法を受けて消滅。ルーンジストはエックスに受け継がれた。
ベルガ三神官
ベルガ・ギロス（ベルガ・ギロス）
ベルガ三神官のリーダー
ベルガ・ダラス（ベルガ・ダラス）

ベルガ・バルス（ベルガ・バルス）

カードマスターキュベレイ（キュベレイ）
黒魔導士ズゴック（ズゴック）
白魔導士ビギナ・ギナ（ビギナ・ギナ）
幻術師ハンマ・ハンマ （ハンマ・ハンマ）
サイコミック（サイコガンダム）
魔砲スキウレ（スキウレ）

## 転職システム
転職の神殿にて秘石ルーンジストを使用した転職の儀式を行うことで別の職業へ転職することができる。ルーンジストにより転職できる職業は、「剣士」「闘士」「魔術師」とそれら3つを極めたものだけが転職できる「騎士」の四つである。なお、マルハチのように転職の儀式を経ないで他の職業に変装する者もいる。
- 剣士

「技」を極めし職業。大剣・小剣・槍などの技量を要する武器を扱うことに優れる。
- 闘士

「力」を極めし職業。拳・トンファー・鉄球などを扱い、力を主体とする戦いを得意とする。
- 魔術師

「魔」を極めし職業。様々な魔術を扱うことができる。
- 騎士

上記の三つの職業を極めた者のみたどり着ける職業。剣士・闘士・魔術師の特徴を併せ持つ最強の職業である。
- 勇者

魔王と同等に戦える力を得られる究極の職業。守護竜がルーンジストの転職により「勇者の鎧」となり、その鎧に選ばれし者が勇者に転職することができる。

## 漫画版
- 「騎士ガンダム聖伝」ほしの竜一

コミックボンボンにて1996年から1997年まで連載された。カードダスは二章で打ち切られたが、漫画版は最後の章まで物語が描かれている。